# Mazzinisme
Vous pouvez aider à l'améliorer ou bien discuter des problèmes sur sa page de discussion.
- Il ne cite pas suffisamment ses sources. Vous pouvez indiquer les passages à sourcer avec {{référence nécessaire}} ou {{Référence souhaitée}}, et inclure les références utiles en les liant aux notes de bas de page. (Marqué depuis avril 2024)
- Certaines informations devraient être mieux reliées aux sources mentionnées dans la bibliographie ou les liens externes. Améliorez sa vérifiabilité en les associant par des références. (Marqué depuis avril 2024)

- Archive Wikiwix
- Bing
- Cairn
- DuckDuckGo
- E. Universalis
- Gallica
- Google
- G. Books
- G. News
- G. Scholar
- Persée
- Qwant
- (zh) Baidu
- (ru) Yandex
- (wd) trouver des œuvres sur Wikidata

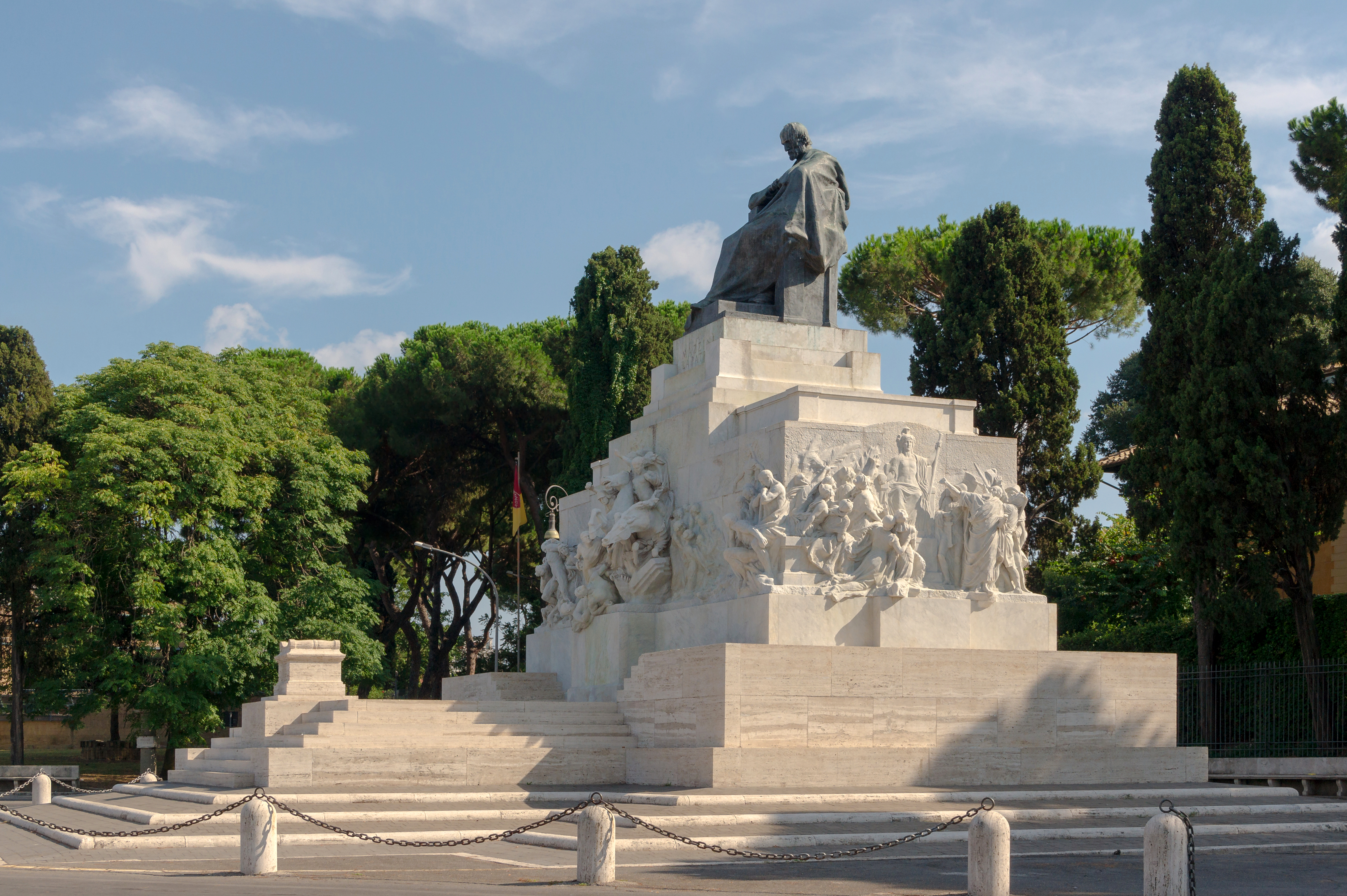
Monument à Giuseppe Mazzini (Rome)

Le mazzinisme  (en italien : mazzinianesimo) est un terme définissant un courant de pensée issu des idées politiques de Giuseppe Mazzini, patriote, homme politique et philosophe italien.

## Description
Le mazzinisme part de la conviction que la libération de l'Italie n'est possible que par la constitution d'un État républicain unitaire et que l'artisan de la rédemption national ne peut être que le peuple animé par une profonde foi religieuse, une sorte de religion séculière de la Patrie. Pour Mazzini la vraie République est le lieu où la liberté et la justice peut être obtenue pour l'ensemble du peuple.

## Critique
Les historiens retiennent que  ce mouvement, soutenu et animé par son fondateur Giuseppe Mazzini, a contribué de façon déterminante à la diffusion de l'idée de la « Nation » dans les couches libérales et progressistes italiennes.

## Idéologie
Dans la pensée de Mazzini, l'idée de « Liberté »  est indissociable de l'idée de « Patrie ».
Comme l'affirme l'historien Rosario Romeo: « ... Le mazzinisme réussit à réaliser, à l'échelle nationale, le premier mouvement authentiquement démocratique ».
Toutefois, le mazzinisme ne doit pas être considéré comme un simple mouvement irrédentiste ou nationaliste. Mazzini fait sienne l'idée de « Nation » mais souhaite la cohabitation pacifique des diverses ethnies.
En effet, au fameux triptyque de la Révolution française, « Liberté », « Égalité », «Fraternité », il associe parfois « Association » ou encore « Humanité ».
Le terme « Fraternité » est clairement d'origine chrétienne et Mazzini, bien qu'il en appréciait la valeur « Communautaire » préféra le remplacer par des termes que nous définirions aujourd'hui comme plus laïques.
Parler d' « Humanité »  et d' « Association » permet à Mazzini de contrecarrer la lutte de classe typique du marxisme. En effet, le mouvement communiste, même s'il s'insère dans les doctrines «démocratiques» à ses débuts, est perçu par Mazzini comme «excluant », comme la tentative d'une partie (le prolétariat) de l'emporter sur l'autre (la bourgeoisie).
Concernant les rapports avec la religion, Mazzini ne s'est jamais défini comme athée. Au contraire, il prêche son propre credo en la « Religion civile ». Il conteste aux communistes la tentative d'effacer du cœur et de la pensée des individus non seulement l’élément transcendant, divin, mais aussi le simple « sens du devoir ».
Selon Mazzini, le peuple ne peut progresser, non seulement en vivant en totale liberté mais aussi s'il ne fait pas sien le « sens du devoir ». Il ne considère pas « idéal » le modèle américain, il l'accuse plutôt d'accentuer l'individualisme et l' « égoïsme social », mais il en apprécie néanmoins la séparation « État-Église » mais accompagné par un fort sens civico-religieux et par le plein respect de la « Liberté d'opinion », religieuse comprise.
Les mazziniens ou républicains peuvent être définis de plein droit comme « interclassicistes » dans le domaine social et « libéraux » en matière de droits humains. S'il fallait les classer dans des courants de pensée, ils pourraient être définis comme des 
« socio-libéraux » ou « démocrates-sociaux », ou encore « sociaux - démocrates », si au cours du XXe siècle de nombreux partis de cette tendance n'étaient pas d’inspiration marxiste.

## Mazzinisme moderne
Le  « mazzinisme » des patriotes du Risorgimento est lié au «mazzinisme moderne » qui valorise les arguments de l'opposition au fascisme, de la Résistance italienne, un consensus européiste, la bataille pour les droits humains dans le monde, l'universalisme démocratique, le respect religieux, la liberté de culte mais rigoureusement séparé de l'État et de l’exercice du pouvoir.
En même temps, les valeurs du « mazzinisme » ont été reprises par la fascisme républicain, et identifiés dans la prise de position anti-monarchique et socialiste de la nouvelle orientation politique fasciste, exprimé dans le programme politique de la République sociale italienne qui a même émis des billets de banque avec le portait de Giuseppe Mazzini, Goffredo Mameli, et d'autres figures du risorgimentalisme républicain.
Dans l'histoire contemporaine italienne de nombreux partis politiques passés ou contemporains se réclament de l'hérédité mazzinienne dont le Parti républicain italien (alliance du centre droit), ainsi que plus récemment le Mouvement des républicains européens (alliance du centre gauche).
Au-delà de ces considérations, on peut considérer que l'idéologie mazzinienne a en partie inspiré l'élaboration de la Constitution républicaine de 1948.